# Lavina

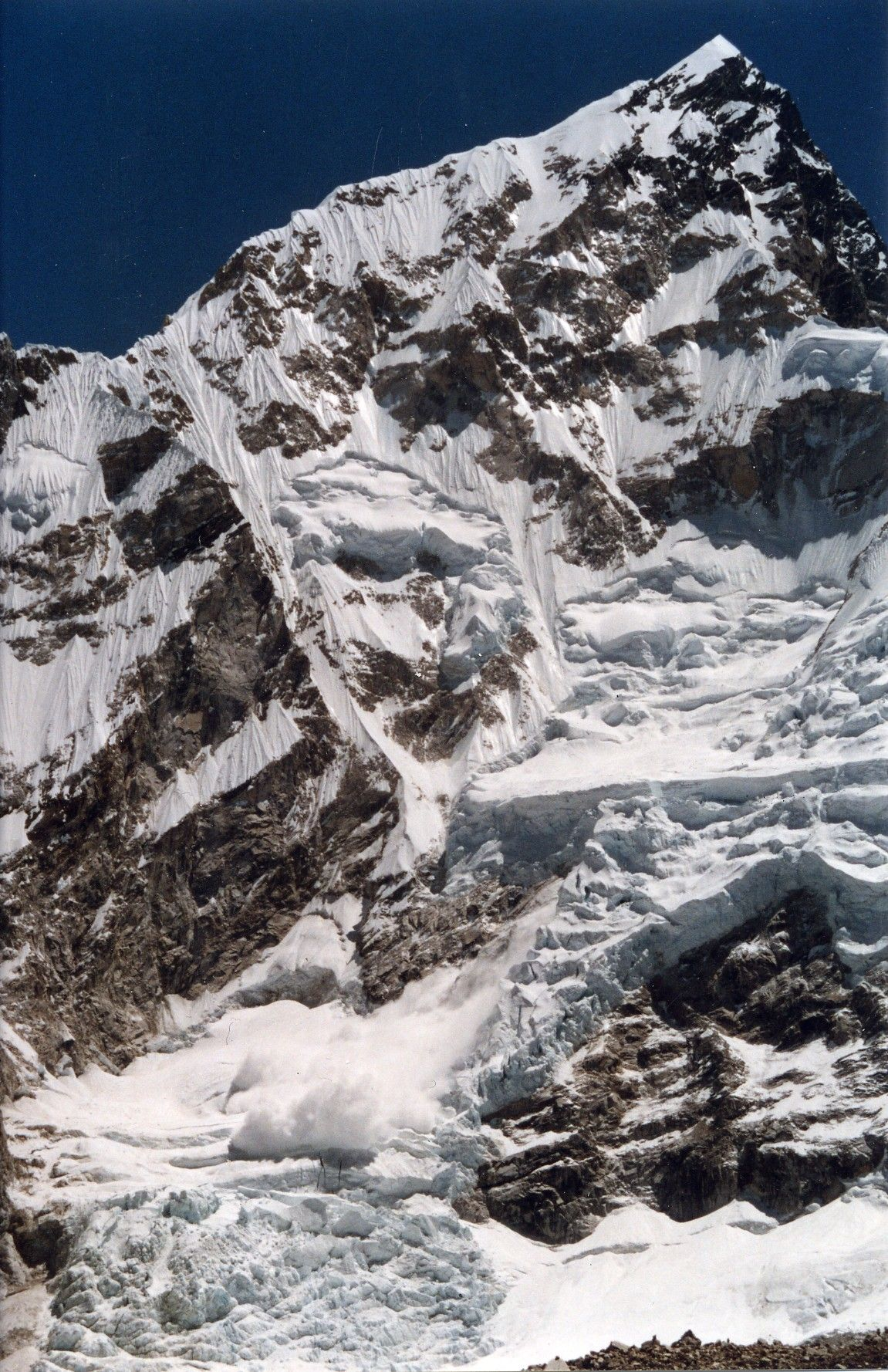
Lavina a Himaláján

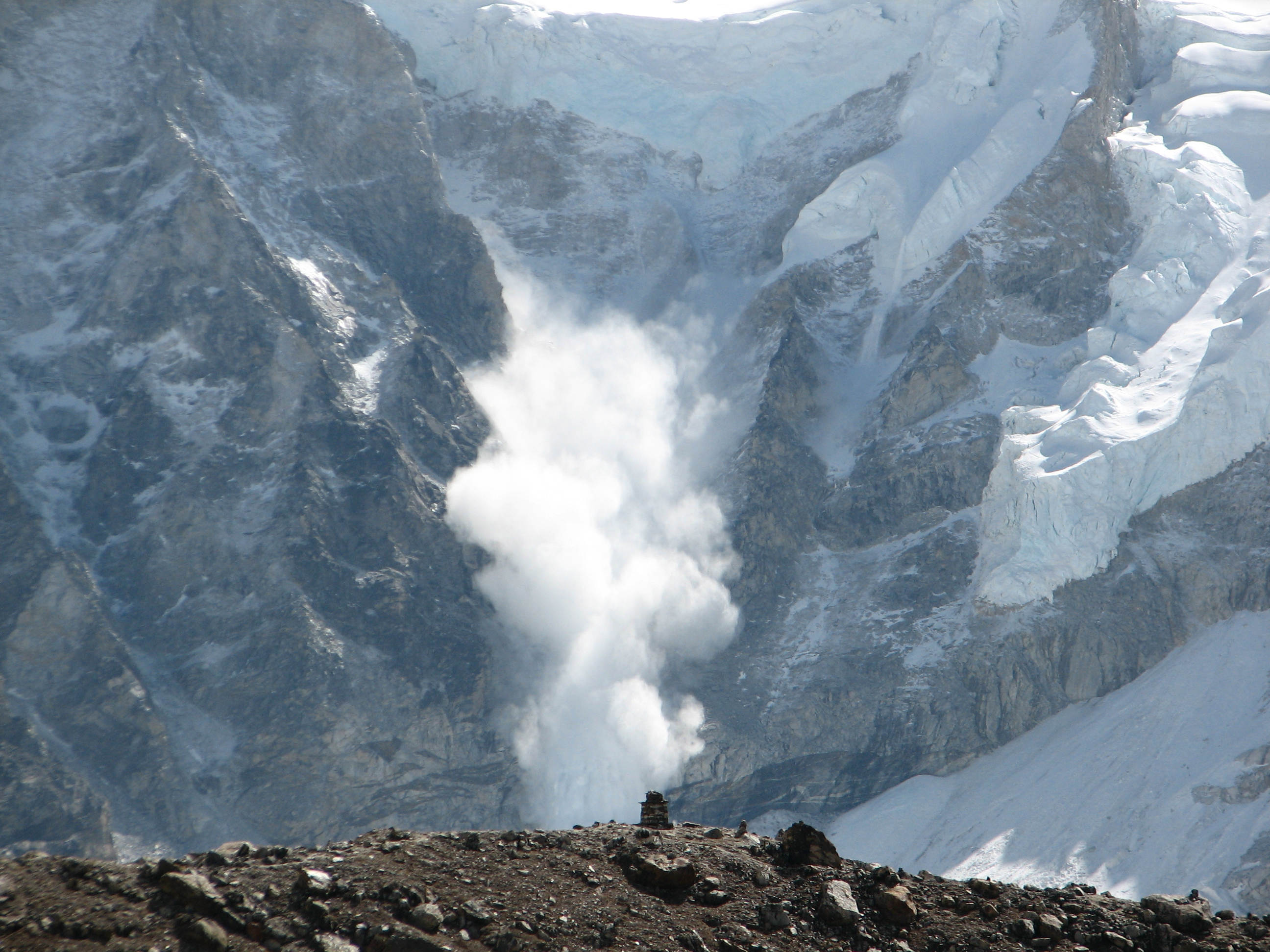
Lavina a Mount Everesten 2006. május

Lavina – hósuvadás. A lavina (hósuvadás) hegyoldalról egyensúlyvesztés miatt leomló hótömeg.

## Etimológia
A svájci rétoromán dialektusokból (engadini és ladin nyelv) ered, jelentése (‘hó- és jéggörgeteg’). Forrása a késő latin labina (‘zuhanás, csúszás’) a labi (‘esik, csúszik’) igéből. A magyar szó az olasz lavina vagy a német Lawine átvétele.

## Feltételek
- Hólejtő: 25° – 50° közötti lejtésű
- Kedvezőtlen hórétegződés, (a hóban csúszóréteg van, vagy a hó rossz kötődése az altalajhoz)
- Terhelés növekedés (például új hó, hólerakás (hófúvásból), eső)

## Kiváltó okok

### Természetes
- Huzamos meleg időjárás (a hóréteg megroskadása, az olvadó hólé csorgása a felmelegedett talajon, a hóréteg talajhoz kötődése megszűnik – alaplavina)
- Hosszú, nagy hideg (úszóhó képződés)
- Erős szél (hólerakás)
- Hirtelen felmelegedés
- Nagy hóréteg vastagság
- Nagy újhómennyiség (30 cm-nél nagyobb)vagy a hóréteget elnehezítő esőzés

### Mesterséges
- robbantásokkal elindított lavinák
- sízők, hegymászók által akaratlan elindított lavinák

## Lavinabalesetek
Ausztriában a lavinabalesetek 78%-a pályán kívüli sízőket vagy sítúrázókat éri. A balesetek 94%-át olyan hólavinák okozzák, amelyeket sízők, vagy hegymászók maguk-, vagy közvetlen környezetükben levő okoz. Az Alpokban az elmúlt 100 évben évente átlagosan 100 ember vesztette életét lavinabaleset által. Kanadában a motoros szánok használatának következtében a közlekedés nagyobb súllyal szerepel a statisztikákban.

## Karbantartott sípályák
A sípályák üzemeltetője köteles a sípályákat karban tartani, folyamatosan ellenőrizni, lavinaveszély esetén lezárni a pályákat.
A kötelezettségek a kapcsolódó síutakra is kiterjednek, de a kapcsolódó szabad síterepekre nem!
Sípályák fölötti mélyhavas területeken nem szabad mélyhósízést kezdeni, mert a pályán sízőket veszélyeztethetjük vele. Erre a sípályák kezelője táblákkal (taxis tábla) figyelmeztethet, illetve lezárhatja ezeket a területeket.

## Lavinaveszély felismerése
A lavinahalál elkerülésének egyetlen hatékony módja a síelő vagy túrázó általi megelőzés!
Mielőtt a kijelölt és biztosított sípályáról- vagy turistaútról letérnénk meg kell ismerjük a tájat, hóviszonyokat, legutóbbi időjárást, szél tevékenységét.
- A hótakaró egyensúlyvesztésének mérlegelésében ne csak arra gondoljunk, hogy puszta súlyunkkal megbonthatjuk a hó egyensúlyi állapotát, hanem arra is, hogy egy síző vagy túrázó "perforálja" a felszíni hóréteget, ezzel megszüntethet egy stabilizáló erőt vagy hatást. Tavaszi időszakban általában a korai túra indulás javasolható, amikor stabil, fagyott havon haladhatunk, és nyomainkkal sem vágjuk át a hótakarót.

A hómentes (nyári) terep ismerete nagy segítséget nyújt. A sima füves lejtők jó csúszóréteget képeznek (alaplavina), míg a durva kőtömbökkel szabdalt lejtők jól tartják a havat. A törpefenyők csak akkor védenek, ha nem teljesen havazódnak be.
Erdőhatár fölötti facsoportok lavinabiztos pontnak tekinthetőek, azonban a ritka, aljnövényzet nélküli erdők csalókák lehetnek! A lejtők tagoltsága általában csökkenti a lavinaveszélyt, azonban növeli a hórétegben képződő húzó- és nyomófeszültségeket.
A területet jól ismerő, tapasztalt helyiektől tájékozódjunk (hegyi vezetők, síiskolai oktatók, menedékházi személyzet, erdészek, hegyi mentő szolgálat). Figyeljük a lavinaveszély jelző szolgálat területre vonatkozó jelentését és az időjárás előrejelzést. Határozzuk meg pontosan a hóprofilt rétegződés, rétegek vastagsága (szilárdság szerint, csúszóréteg szerint lapátpróba, csúszóék – csúszótömb próba), vegyük figyelembe a tiltó és figyelmeztető táblákat!
A hótakaró különböző vastagságú, különböző állapotú különböző szemcséjű rétegekből áll. A hótakaró rétegződés szerinti vizsgálatát hóprofil meghatározásnak nevezzük.
A hóprofil meghatározáshoz a hóréteg teljes keresztmetszetén leásunk. Megvizsgáljuk a rétegeket, és a rétegek egymáshoz való kötődését, a rétegek vastagságát, szilárdságát. (segédeszközeink: nagyító, kézi mikroszkóp, különböző raszterek, szilárdság méréséhez való segédeszközök)
A rétegek elmozdulásának vizsgálata is végrehajtandó túra előtt. Kiásott, és lapáttal vagy zsinórral körbevágott hótábla elmozdításához szükséges erőt mérjük, vagy becsüljük. Kisebb minta esetén lapát próbát, nagyobb minta esetén csúszóék próbát, csúszótömb próbát végezhetünk.

## Lavina előrejelzés
Európában a lavina előrejelzést 2003-ban egységesítették, a lavinára való hajlamot 5 fokozatba sorolták.
| Fokozat                  | Hó stabilitás                                                     | Tábla vagy zászló | Lavinára való hajlam |
| ------------------------ | ----------------------------------------------------------------- | ----------------- | --- |
| 1 - Alacsony (zöld)      | A hótakaró erőskötésű és stabil.                                  |                   | Felületi csuszamlások csak nagy terhelésnél, és kis kiterjedésben lehetségesek. Általában biztosítottak a túralehetőségek. |
| 2 - Mérsékelt (sárga)    | A hótakaró néhány lejtőn közepes kötöttségű, de általában stabil. |                   | Lavinára a helyi veszélyhelyzetek figyelembevételével, és ott számíthatunk, ahol az rendszeresen előfordul. A hótakaró a szokásos elővigyázatossággal sítúrákra, magashegyi túrákra nem jelent különleges veszélyt.                                                     |
| 3 - Közepes (narancs)    | A hótakaró kissé gyenge kötésű, helyenként instabillá válhat.     |                   | A hótakaró megcsúszása kis terhelésnél az előre jelzett lejtőkön lehetséges, esetenként néhány közepes, szórványosan néhány nagyobb spontán lavina is előfordul. A túrázás nagy tapasztalatot követel a lavinák ismerete terén, a túralehetőségek erősen korlátozottak. |
| 4 - Magas (piros)        | A hótakaró a legtöbb lejtőn gyenge kötöttségű.                    |                   | Hócsuszamlás már kis terhelésnél, számos lejtőn valószínű, Sok közepes és több nagyobb spontán lavina is várható. A túralehetőségek nagyon erősen korlátozottak, és nagyon nagy tapasztalatot követelnek.                                                               |
| 5 - Nagyon magas (vörös) | A hóréteg általánosan gyenge kötésű és instabil                   |                   | Általános lavinaveszély van, számos nagyobb spontán lavina alakulhat ki már közepes meredekségű lejtőn is. Sítúrák általában nem lehetségesek. |

Az alpesi országokban az időjárás jelentés része a lavinaveszély ismertetése.
A lavinabalesetek 54%-a 3-as (közepes) veszélyességi foknál következik be, amelyet nem veszünk elég komolyan!
- A helyi korlátozásokat – egyes hólejtőkön vagy sípályák mellett – szintén a fenti táblákkal – általában a taxis táblákkal – jelzik.

## Lavinát kiváltó hatások

### A meleg hatása
Az új hó kötődését segíti a meleg, azonban a túlzott meleg a felépülő átalakulásokat lehetetlenné teszi, ezért a hótakaró stabilitása csökken.

### A szél hatása
A hótakaró egyenetlenül képződik a szél felőli és szél alatti oldalon. Míg a szél a szél felőli oldalról a havat elhordja, a szél alatti oldalon lerakja.
A szél a meglevő hófelületet "lesimítja", így az új réteg kötődése jóval gyengébb lesz. Így szeles idő után a hó felszíne csúszófelületet képez.
Egy alpesi mondás szerint a "szél a lavinák építőmestere".

### A terep
Lavinaveszéllyel 18°-60° meredekségű terepen kell számolnunk, de a lavinák kialakulásának zónája jellemzően a 25° – 40° közötti hólejtő. Az ennél laposabb terepen stabil a hótakaró, a meredekebb terep pedig általában kisebb adagokban megszabadul a rárakódott hótól.

### A hótakaró mozgása
A látszólag mozdulatlan hótakaró is mozgásban van. A hótakaró mozgását „kúszás”-nak nevezzük. Domború terepen a hóban húzófeszültség (haránt irányú repedések) míg a homorulatokon nyomófeszültség hatására tömörödik a hótakaró.
A hóvastagság csökkenését ülepedésnek nevezzük. A hótakaró kúszása és ülepedése egyszerre zajlik le.
A hótakaró egyensúlyvesztése miatti hirtelen mozgást nevezzük lavinának. Az egyensúlyvesztés a csúszóréteg és a hótakaró tulajdonságai szerint különbözőképpen jön létre:
- Táblalavina -jellemzően: a föltöredező hótáblák megcsúsznak az alattuk levő csúszórétegen
- Laza hósuvadás, nedves hó 	15–20 m/s (kb. 70 km/h)
- Laza hósuvadás száraz hó 	30–40 m/s (kb. 140 km/h)
- Porhólavina			60–80 m/s (kb. 280 km/h, erős turbulenciával: lökéshullám és szívóhatás folytán brutális rombolás jellemzi)

A lavina alatti nyomás a 20 t/m²-t is elérheti.
Az 50 m-nél kisebb elmozdulásokat a német szakirodalom csak "hó-csúszásnak" tekinti. Ezek jellemzésére találó a magyar szakirodalomban korábban, a lavinákra általánosságban használt hósúvadás kifejezés.

## Magatartás lavinaveszélyben
- Biztosított útról, pályáról való letérésnél a csoport minden tagja kapcsolja be és akassza a nyakába a lavina-jeladót (egyéb elnevezések: avalanche transceiver, arva, pieps, beeper, csipogó). Mindenki tudatában kell legyen annak, hogy a korábbiaktól eltérő terepszakaszra érkezett. Télen egyedül soha se menjünk az ellenőrzött utakat elhagyó túrára. Az összes készüléket állítsuk adásra az egész túra idejére.
- Lavinaveszélyes helyen a síoktató vagy túravezető távolságtartást vagy egyenkénti áthaladást rendelhet el. A térköz növelésének célja, hogy egyszerre a csoportnak csak egy tagja tartózkodjon lavinaveszélyes területen.
- Helyes térkihasználás – útvonal választás. A hegyhátakat, gerinceket, domborulatokat, használjuk ki, kerüljük a vályúkat, mélyedéseket. A harántolásokat, lejtőkeresztezést általában kerüljük, próbáljuk a laposodásokon, vagy a lejtő fölső 2/3–ánál áthaladni, ha mégis rákényszerülünk és semmiképpen ne a lejtő lábánál keresztezzünk.
- Gyülekezőhelyek teljesen lavinabiztosak legyenek: ormok, hegyfokok, sík terepek, gerincek.
- Lavinaveszélyes helyen síelve vagy túrázva mindig legyünk készen, mit kell tennünk, menekülési utakon is gondolkodhatunk, sose érjen meglepetésként a lavina lezúdulása.
- Oldjuk a bokaszalagot, a hátizsák övét, és bújjunk ki a síbot csuklószíjából is.
- A ruházatunkat zárjuk.

## Magatartás lavinában
Ha társaságban vagyunk, kiáltsunk, ha észleljük, hogy alattunk a hóréteg megindul, vagy ha belekerülünk egy lavinába. Társaink figyelmét felhívjuk ezzel, és pontosabban meg tudják figyelni, hogy hol kerültünk lavinába, hol látnak utoljára. Nagy segítség számukra a keresési terület meghatározásában. Ha van esély rá, hogy kicsússzunk a lavinából, meg kell próbálnunk, ha nincs esélyünk rá, egy pillanat alatt meg kell szabadulnunk mindentől, ami hátráltat, hátizsáktól, sítől. A síbot segítségével próbálhatunk menekülni, vagy szabaduljunk meg attól is. Minden eszközzel próbáljunk meg a lavina felszínén maradni, és a lavina széle felé küzdjük magunkat (leugrásokkal, gurulásokkal, úszó mozdulatokkal stb.). Amikor a hótömeg sodrába kerülünk, ökölbe szorított kezünket húzzuk az arcunk elé (ez levegőt biztosít), kuporodjunk össze, amennyire lehet (összekuporodva valószínűbb, hogy a hótömegben magasabban maradunk, nem húz le az omlás az aljára). Minden fölösleges eszköz (sí, hátizsák) horgonyként az omlás aljára húzhat. Az omlás érezhető megállása előtt tegyünk egy utolsó gyors kijutási kísérletet. Vegyünk mély levegőt! Ez később biztosíthatja a mellkas szabad mozgását.
Ha megállapodott az omlás, állapítsuk meg helyzetünket, merre van fel – és le. A kicsurgó folyadék (nyál) megadja az irányt. Ha nem vagyunk mélyen betemetve, megpróbálhatjuk kimenteni magunkat, de ha nem sikerül, fölöslegesen ne fogyasszuk energiánkat és oxigénünket, hanem nyugodtan várjunk. A hó alatt sokféle hangot jól hallunk (lépéseket, beszélgetést), de minket csak nagyon-nagyon közelről hallhatnak meg!
Ha módunk van rá, a levegővételhez szükséges üreget bővítsünk az arcunk előtt, sőt ennek felületét próbáljuk rendszeresen kaparni, mert az üreg falára csapódott pára jégréteget alkotva elzárhatja a levegő-utánpótlás lehetőségét.

## Túlélési esély
A lavina túlélési esélye 85-90%-os, ha a mentés azonnali. A túlélési esély azonban az első 1/4 óra elteltével drasztikusan csökkenni kezd, (körülbelül félóránként feleződik a túlélési esély) 2 óra elteltével 10%-nál kevesebb esély marad arra, hogy túlélőt találnak a lavina alatt. A gyors, szakszerű keresésen és mentésen múlik a betemetett ember élete. Előfordulhat azonban, hogy több napos betemetettet is élve ásnak ki.
A helikopteres mentés az Alpokban átlagosan a riasztás utáni 45. percben képes a helyszíni tevékenységre, vagyis akkor, amikor a túlélési esély már csak 35-40%-os! Az azonnali sporttársi segítségnyújtás emberéletet menthet!

## Téli túrázáshoz nélkülözhetetlen eszközök
- Lavina-jeladó. Jeladó – és átállítva vevő-kereső készülék impulzusokat ad 2,275 MHz vagy 457 kHz frekvencián (francia és német nyelvterületen eltérően alakul ki a gyakorlata) később dupla frekvenciájú készülékeket is használtak, majd a 457 kHz általánossá vált. Fontos tanács, hogy a lavina-jeladót mindig a felsőruházatunk alá, a nyakunkba akasszuk, (mellünkön körülhevederezve is rögzítsük) és soha ne a hátizsákba tegyük! - Egy erősebb lavina a ruházatunkat is leszaggathatja, a zsákot magunk dobjuk el, így, az alsóruházatunkon rögzítve a legnagyobb valószínűsége, hogy a jeladó valóban megmarad rajtunk még szélsőséges esetben is.

Próba: A lavina-jeladót adásra állítjuk, társunk vételre kapcsol, csipogó hangot kell hallania, illetve a kijelzőn észlelnie kell a közeli adást, majd fordítva is ellenőrizzük a készülékeket. A korszerű készülékek alkalmasak önellenőrzésre és szelektív keresésre is.
- Radarreflektor Ha nincs jeladónk, a ruházatunkban legyen beépítve "Recco-systems", Kabátba varrt – sícipőbe vagy sisakba épített - radarreflektor, amelyek keresésére a helikopteres- és hegyimentő szolgálatok fel vannak készülve. Az elterjedt radarreflektor passzív (nem kell elemmel ellátni). A sportruházat használhatóságát nem befolyásolja – alig nagyobb egy gyufásdoboznál, és zárt műanyag öntvényben van. A kézi kereső készülék – a hegyi mentők számára kifejlesztett változat, (radar detektor) 1,6 kg súlyú. 3 m-es betemetettség esetén 200 m-ről alkalmas a keresésre.
- Hagyományosan lavinazsinór is használható, ami egy élénk színű, kb. 20 m hosszú vékony zsinór. Kritikus helyzetben a zsebből eldobva, az egyik vége a túrázóhoz kötve, a másik szabadon, ha egy kis darabja a felszínen marad, megkönnyíti az eltűnt keresését. (fontos, hogy spulnin legyen, ne gubancolódhasson össze, terüljön ki a zsinór teljes hossza). A lavinazsinór használata azokban az országokban még mindig eredményes lehet, ahol a radar-keresésre nincsenek felkészülve, illetve ha a teljes túrázó társaság nem rendelkezik jeladóval.
- lavinaszonda – 2,0-3,2 m hosszú, egymásba csúsztatható elemekből összeilleszthető rúd, alumínium vagy szénszálas anyagú (azelőtt nádból készítették). Gyártanak olyan síbotot is, amelyik a párjával összecsavarozva toldható – együtt kb. 2,7 m-es lavinaszondát alkotva.
- lapát (összehajtható vagy szétszedhető, alumínium lapát)
- elsősegély csomag (az elsősegély csomag nélkülözhetetlen kelléke az izolációs fólia, – lepedő méretű alufólia – amely a sérültet betakarva a hőleadást csökkenti)

### További hasznos eszközök
- Air Bag System, ABS, levegővel vagy nitrogénnel palackból fölfúvódó ballon, ami a hátizsákra van rögzítve. A könnyű ballon nem engedi a lavina aljára a használóját, az nagy eséllyel a felszínen marad.
- Avalung - hó alatti légzést elősegítő készülék, a hó alatt az elhasznált levegő visszalégzése eszméletvesztést okozhat. A készülék kiszűri az elhasznált szén-dioxidot. Hevederrel a ruha fölé rögzíthető, hogy csutorája betemetett helyzetben is szájjal elérhető legyen. Megjegyezzük, hogy ha a hó alatt a kihűlés veszélye nem fenyeget, az elalvást nem kell mindenáron elkerülnünk, mert az csökkenti az oxigénfelvételt, és több idő maradhat a mentésre. Ha saját magunkat megmenteni nem tudjuk, nyugodtan várjunk. Minden felesleges erőfeszítés vagy izgalom növeli a légzést, és csökkenti a túlélési esélyünket.

## Keresés, mentés
A keresést mindig a legtapasztaltabb túravezető (oktató vagy síző) irányítja (amennyiben a mentőosztag és annak vezetője nincs a helyszínen), mert a keresésnek összehangolt csapatmunkának kell lennie.
A lavina megállapodása után azonnal jelöljük meg azt, hogy az eltűnt hol került bele a lavinába, és hogy hol láttuk utoljára.
Nem zárható ki további lavinák lezúdulása, ezért állítsunk egy figyelőembert lavinabiztos helyre, aki áttekinti a terepet, és jelezheti esetleges újabb lavina keletkezését. (Újabb lavina esetén a kézben tartott lavina-jeladó egy gombnyomással – vagy a fülhallgató eltávolításával- visszaállítható vételről adásra).
Keresés esetén: a kereső csoport minden tagja állítsa készülékét a legdurvább vételre, és 25 m-re egymástól járják be a terepet. Jelöljék azokat a helyeket, ahol a vételt érzékeltek. A vételt érzékelt területen egyre finomabbra állított készülékkel pontosítsák a keresés helyét. 20–25 cm pontossággal megtalálható a legerősebb vétel helye, itt lavinaszondával pontosítják az ásás helyét. Amennyiben már nem keresnek, (például már az ásás folyik) mindenki visszaállítja a készülékét adásra. Az első generációs, fülhallgatós készülékek mellett már elterjedtek a vizuális kijelzős készülékek.
A mai két vagy háromantennás készülékek irány és távolság meghatározására is képesek, és szelektíven több adó helyzete egyidejűleg is meghatározható, ezáltal a fent leírtnál egyszerűbb és gyorsabb keresés is lehetséges.
Ha több eltemetett van, a megtalált ember adókészülékét ki kell kapcsolni a további tiszta jelű keresés érdekében.
A kiásást ne a megtalált ember fölött kezdjük, hanem lejjebb, hogy az elsősegélynyújtáshoz legyen hely.
Fontos a hegyi mentők értesítése, hiszen a mobiltelefonok elterjedésével életmentő kommunikációs eszközzel rendelkezhetünk. A helyismeret segíthet abban, hogy GSM-térerőt hol találhatunk a legközelebb, ha a baleset helyszínén nem lehetséges a telefonálás, vagy hogy személyesen hol kérhetünk legközelebb segítséget.
Radardetektoros vagy a betemetett mobiltelefon adójele alapján történő keresésre csak a hegyi mentők vagy a helikopteres mentőszolgálat van felkészülve.
Azonnal tekintsük át a lavina lerakási területét, hátha a felszínen észlelünk valamilyen jelet, zsinórt, ruházatot. Lavina-jeladóval keressünk, ha volt ilyen készülék az eltűntön.
Ha sem a felszíni keresés, sem a rádiófrekvenciás keresés nem eredményes, durva vagy finom szondázással folytatjuk a keresést. A lavina által betemetett „szondás keresését” már Hérodotosz is megemlíti a kaukázusi népekről írt fejezetében. Durva szondázás esetén a keresőcsapat váll-váll mellett, lépésenként egyszer szondázza a területet. Finom szondázás esetén ugyanilyen láncban tyúklépésenként(vagyis lábfejenként, kb 33 cm-ként) váll-szélességben 3 szondázást végeznek a keresők. Ha az első durva szondázás sikertelen, érdemes még egy durva szondázást végezni. (az idő életet menthet, a finom szondázás ugyan 9x finomabb keresés, de egyben kb 6x lassabb).
A durva szondázás megtalálási valószínűsége a betemetett elhelyezkedésétől függ, de átlagosan 70%-os.
Ha lavinaszonda nem áll a rendelkezésünkre, a hótányértól megszabadított síbot is – korlátozott mélységig – alkalmas eszköz lehet a keresésre.
Ha a finom szondázás sem vezet eredményre, kutatóárkok ásásával kereshetjük tovább a betemetettet.
A kutyás keresés gyors és hatékony, még teljes betemetés esetén is eredményes lehet.

## Egyéb lavinák
A lavinák közül a hólavina a leggyakoribb, és éghajlatunkon összességében legveszélyesebb jelenség, azonban akár lerakódott jégrétegek, akár hegyoldalak kőgörgetegei, akár - főként kiadós esőzés után - a fölázott talajtakaró egésze kimozdulhat egyensúlyi helyzetéből, iszaplavinát okozva.
A talaj de főként rézsűk vagy támfalak egyensúlyvesztését általában suvadásnak vagy földcsuszamlásnak nevezzük.